# Deudorix kallias
Deudorix kallias är en fjärilsart som beskrevs av Hans Fruhstorfer 1908. Deudorix kallias ingår i släktet Deudorix och familjen juvelvingar. Inga underarter finns listade i Catalogue of Life.